# Mesorhabdus angustus
Mesorhabdus angustus är en kräftdjursart som beskrevs av Georg Ossian Sars 1907. Mesorhabdus angustus ingår i släktet Mesorhabdus och familjen Heterorhabdidae. Inga underarter finns listade i Catalogue of Life.